# Ẑ
Cette page contient des caractères spéciaux ou non latins. S’ils s’affichent mal (▯, ?, etc.), consultez la page d’aide Unicode.
Ẑ (minuscule : ẑ), appelé Z accent circonflexe, est un graphème utilisé dans l’écriture du chilcotin et dans la romanisation ISO 9 de l’alphabet cyrillique.
Il s’agit de la lettre Z diacritée d'un accent circonflexe.

## Utilisation
Au Canada, le Z accent circonflexe ‹ ẑ › est utilisé dans l’écriture du chilcotin et se retrouve notamment dans le nom officiel du Cheẑich’ed Biny, anciennement appelé Chilcotin Lake de 1917 à 2019, et Chezakut Lake auparavant,.

Dans la romanisation ISO 9 de l’alphabet cyrillique, ‹ Ẑ, ẑ › translittère la lettre cyrillique dzé ‹ Ѕ, ѕ › utilisé en macédonien.

## Représentations informatiques
Le Z accent circonflexe peut être représenté avec les caractères Unicode suivants
- précomposé (latin étendu additionnel) :

| formes    | représentations | chaînes de caractères | points de code | descriptions                                 |
| --------- | --------------- | --------------------- | -------------- | -------------------------------------------- |
| capitale  | Ẑ               | Ẑ                     | U+1E90         | lettre majuscule latine z accent circonflexe |
| minuscule | ẑ               | ẑ                     | U+1E91         | lettre minuscule latine z accent circonflexe |

- décomposé (latin de base, diacritiques) :

| formes    | représentations | chaînes de caractères | points de code | descriptions                                             |
| --------- | --------------- | --------------------- | -------------- | -------------------------------------------------------- |
| capitale  | Ẑ               | Z◌̂                    | U+005A U+0302  | lettre majuscule latine z diacritique accent circonflexe |
| minuscule | ẑ               | z◌̂                    | U+007A U+0302  | lettre minuscule latine z diacritique accent circonflexe |

## Sources
- (en) Transliteration of Serbian, Cyrillic script, 2.0, 13 janvier 2007 (lire en ligne)
- (en) Transliteration of Macedonian, Cyrillic script, 2.2, 8 février 2008 (lire en ligne)